# Metacanthinae

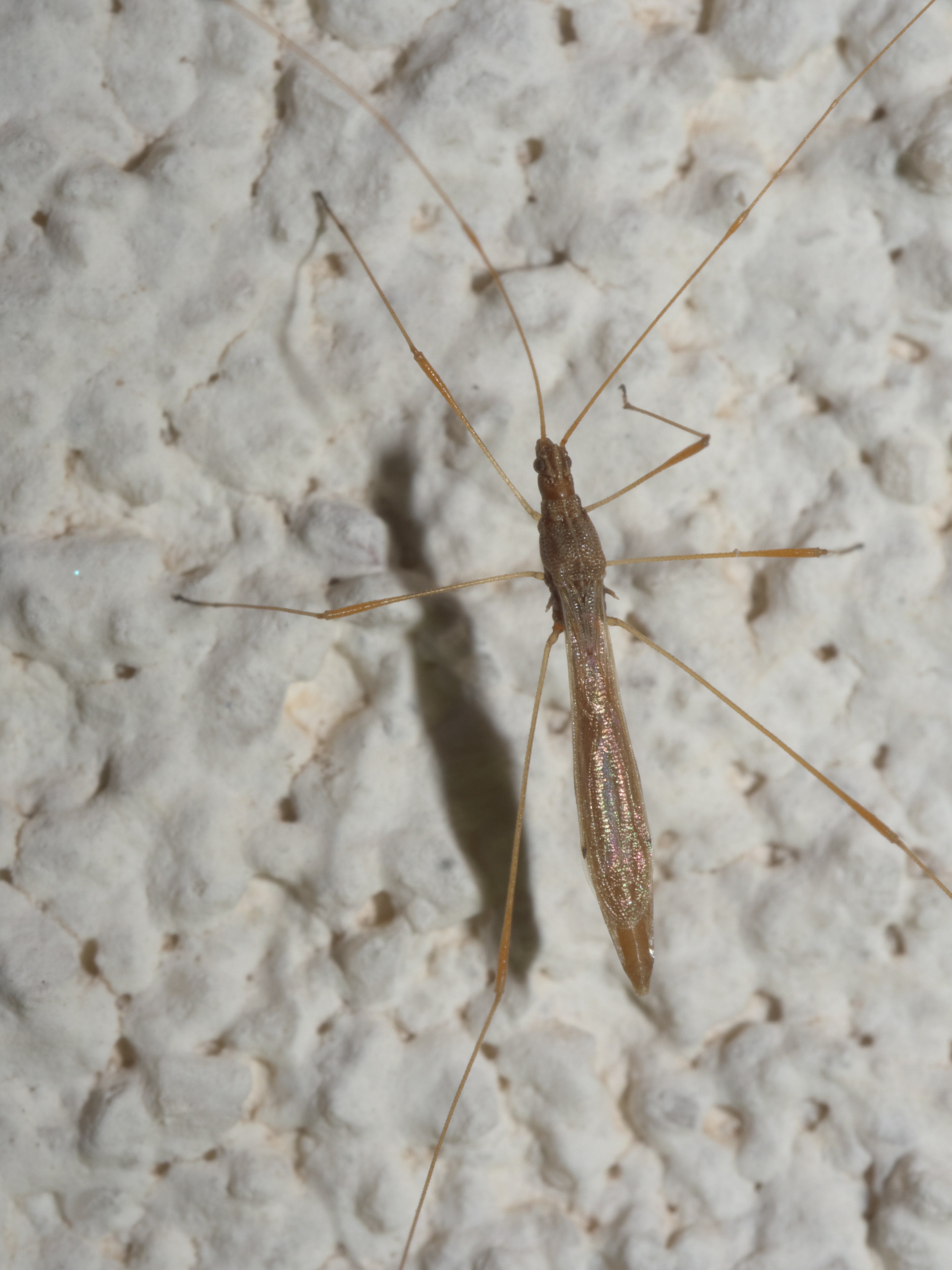
Jalysus wickhami

Metacanthinae – podrodzina pluskwiaków z podrzędu różnoskrzydłych i rodziny smukleńcowatych. 

## Morfologia
Pluskwiaki te mają głowę na przedzie zaokrągloną do niemal ściętej, pozbawioną kolcowatego wyrostka, sterczącego ponad zaustkiem. Ich ubarwienie często odznacza się rozległym, czarnym obrączkowaniem odnóży i czułków. Przedplecze ma na tylnej krawędzi trzy mniej lub bardziej rozwinięte guzki lub kolce. Boczne brzegi przedplecza niekiedy także zaopatrzone są w kolce. Tarczka zazwyczaj ma pośrodku ząbek lub kolec albo jej tylna krawędź przedłuża się w kolcopodobny wyrostek. Dominują w podrodzinie formy długoskrzydłe. U wielu gatunków ujścia gruczołów zapachowych zatułowia przedłużone są w kolcopodobne wyrostki. Punktowanie na spodzie odwłoka jest rozproszone lub brak go zupełnie. U samic tergity odwłoka ósmy i dziewiąty są niepodzielone, a pierwszy walwifer nie zrasta się z ósmym paratergitem.

## Ekologia i występowanie
Większość gatunków to fitofagi, bytujące na roślinach. Pozostałe gatunki zamieszkują powierzchnię gruntu.
Podrodzina rozprzestrzeniona jest kosmopolitycznie, ale większość gatunków zamieszkuje półkulę wschodnią. Kosmopolityczny zasięg ma rodzaj Metacanthus. Poza nim w Ameryce występuje rodzaj Jalysus. Metatropini występują głównie Azji Wschodniej. W Polsce potwierdzono występuje tylko sonik tarczokolec (zobacz: smukleńcowate Polski).

## Taksonomia i ewolucja
Takson ten wprowadzony został w 1865 roku przez Johna Williama Douglasa i Johna Scotta. We współczesnym sensie, jako jedna z trzech podrodzin smukleńcowatych, zdefiniowany został w monografii Thomasa J. Henry’ego z 1997 roku. Według zawartej w niej analizy filogenetycznej stanowi on grupę siostrzaną dla Gampsocorinae, podczas gdy Berytinae zajmują w rodzinie pozycję bazalną.
Podrodzina ta obejmuje około 80 opisanych gatunków, zgrupowanych w 2 plemionach i 13 rodzajach:
- plemię: Metacanthini
  - Cametanthus Stusak, 1967
  - Capyella Breddin, 1907
  - Dimorphoberytus Stusak, 1965
  - Jalysus Stal, 1862
  - Metacanthus Costa, 1847
  - Neostusakia Kment, Henry & Frýda, 2009
  - Pneustocerus Horvath, 1905
  - Tirybenus Stusak, 1964
  - Triconulus Horvath, 1905
  - Yemma Horvath, 1905
  - Yemmalysus Stusak, 1972
- plemię: Metatropini
  - Metatropis Fieber, 1859

W zapisie kopalnym Metacanthinae znane są od oligocenu. Z epoki tej pochodzą odnalezione we Francji skamieniałości Metacanthus (Megalomerium) serratum.